# پاتریک کرافورد
پاتریک کرافورد (انگلیسی: Patrick Crawford; ۱۱ اکتبر ۱۹۳۳ – ۲۱ فوریهٔ ۲۰۰۹) فرد نظامی اهل بریتانیا بود. وی همچنین برندهٔ جوایزی همچون مدال جورج شده‌است.